# Oospila callicula
Oospila callicula är en fjärilsart som beskrevs av Druce 1892. Oospila callicula ingår i släktet Oospila och familjen mätare. Inga underarter finns listade i Catalogue of Life.